# Mashadi Mammad Farzaliyev
Mashadi Mammad Farzaliyev (en azerí: Məşədi Məmməd Fərzəliyev; Şuşa, 1872 – Estambul, 1962) fue cantante de mugam de Azerbaiyán.

## Biografía
Mashadi Mammad Farzaliyev nació en 1872 en Şuşa. Desde su juventud abandonó Şuşa y vivió y trabajó en Ganyá por un tiempo, y después en Tiflis, Batumi, Vladikavkaz, Estambul y otros ciudades. Él fue conocido en toda la Transcaucasia, Asia Central, Turquía e incluso en muchos países europeos. 
En 1912 Mashadi Mammad Farzaliyev recibió una invitación de la Empresa “Sport-Record” en Varsovia. Grabó un gran número de canciones, 40 mugam y tasnif. El cantante interpretó gazal de Khurshidbanu Natavan en las canciones y mugam. En 1923 Mashadi Jamil Amirov invitó el cantante para enseñar en la escuela de música de Ganya. En 1926 Mashadi Mammad realizó giras por Rusia, Polonia, Alemania, Francia, Bélgica, Inglaterra, Austria, Rumania, Turquía y Irán.
Mashadi Mammad Farzaliyev vivió en Estambul durante muchos años y murió en esta ciudad en 1962.